# Alaksandr Kraucewicz
Alaksandr Kanstancinawicz Kraucewicz (biał. Аляксандр Канстанцінавіч Краўцэвіч, ros. Александр Константинович Кравцевич, Aleksandr Konstantinowicz Krawcewicz; ur. 13 września 1958 w Łupaczach) – białoruski archeolog, historyk mediewista, w latach 1994–1995 pierwszy prorektor Grodzieńskiego Uniwersytetu Państwowego im. Janki Kupały, od 1999 roku wykłada na uczelniach na Białorusi i w Polsce; doktor nauk historycznych (odpowiednik polskiego stopnia doktora habilitowanego), profesor Uniwersytetu Marii Curie-Skłodowskiej w Lublinie i Wyższej Szkoły Ekonomicznej w Białymstoku.

## Życiorys

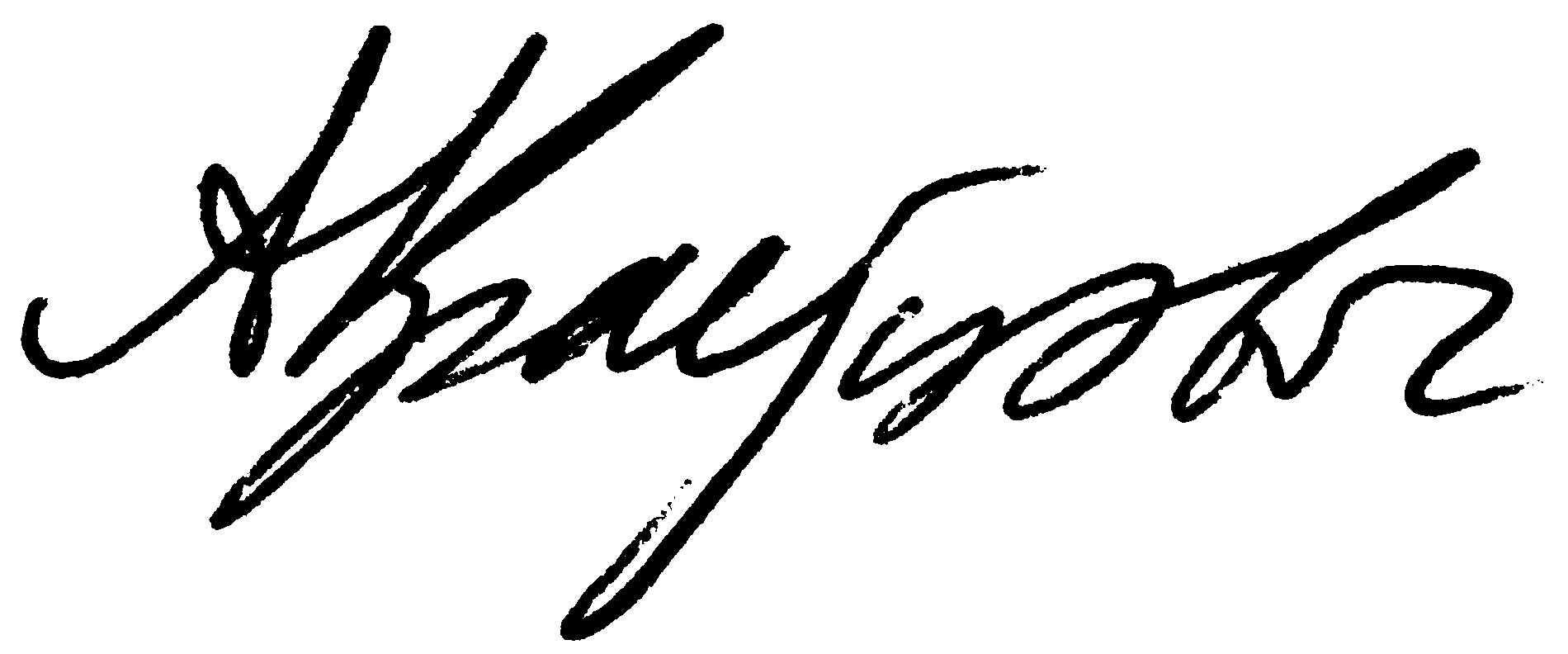
Podpis Alaksandra Kraucewicza

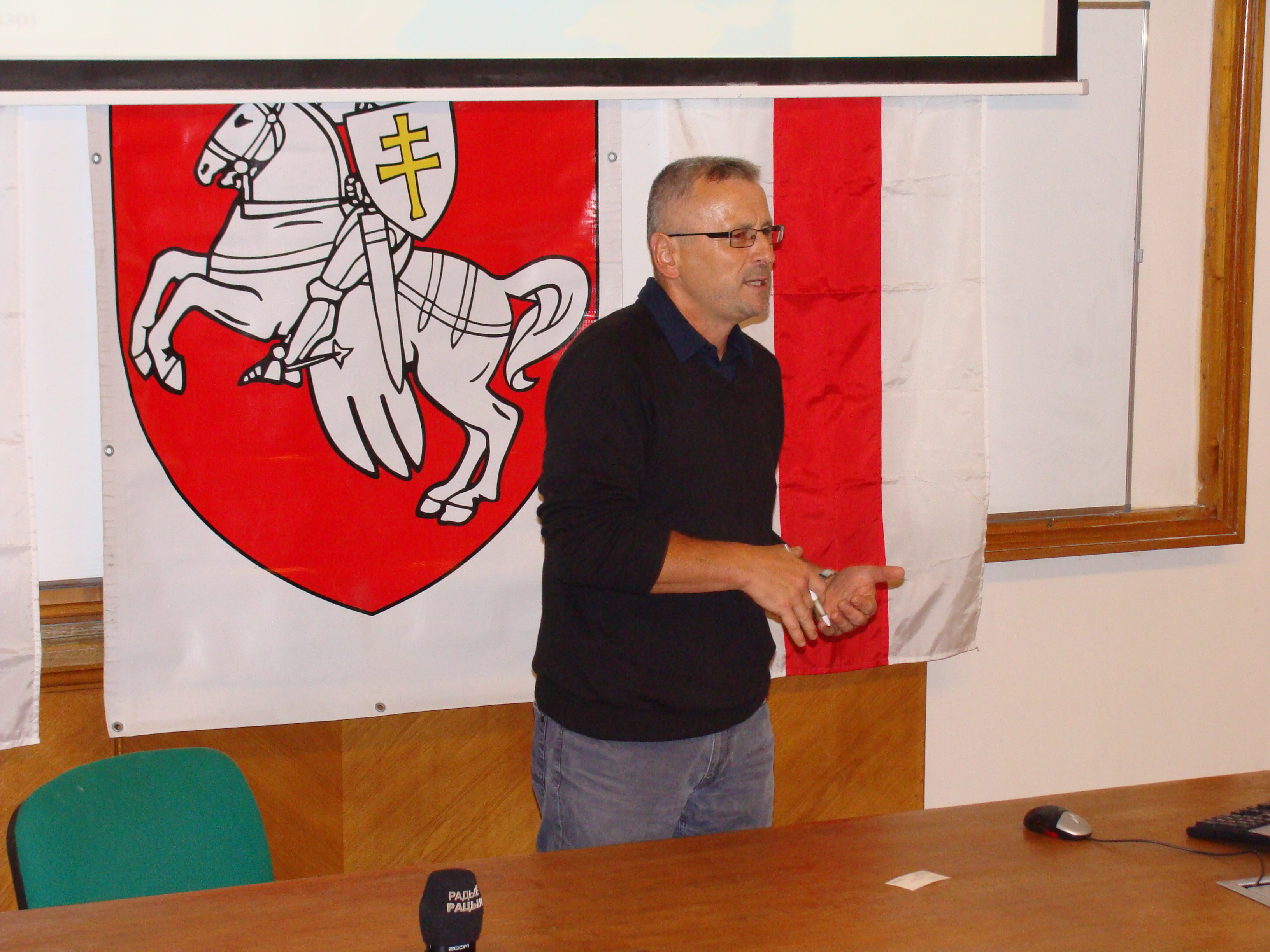
Alaksand Kraucewicz w Warszawie, 19 września 2013 roku

Urodził się 13 września 1958 roku we wsi Łupacze, w rejonie mostowskim obwodu grodzieńskiego Białoruskiej SRR, ZSRR. W 1981 roku ukończył studia na Wydziale Historii Białoruskiego Uniwersytetu Państwowego (BUP). W latach 1981–1984 był aspirantem w Instytucie Archeologii Akademii Nauk ZSRR w Moskwie. Od 1985 roku pracował jako młodszy współpracownik naukowy w Instytucie Historii Narodowej Akademii Nauk Białorusi. W latach 1987–1994 był kierownikiem Wydziału Archeologiczno-Architektonicznego Białoruskiego Instytutu Restauracyjnego w Mińsku. W 1988 roku uzyskał stopień kandydata nauk historycznych (odpowiednik polskiego stopnia doktora). W latach 1994–1995 pełnił funkcję pierwszego prorektora Grodzieńskiego Uniwersytetu Państwowego im. Janki Kupały. W latach 1995–1999 był doktorantem na BUP. W latach 1996–1997 przechodził staż naukowy jako asystent w Instytucie Historii Uniwersytetu Jagiellońskiego. W 1999 roku uzyskał stopień doktora nauk historycznych (odpowiednik polskiego stopnia doktora habilitowanego). W tym samym roku zaczął wykładać na białoruskich i polskich uczelniach oraz otrzymał tytuł profesora Uniwersytetu Marii Curie-Skłodowskiej w Lublinie (oddział w Rzeszowie). W 2001 roku uzyskał tytuł profesora Wyższej Szkoły Ekonomicznej w Białymstoku. W 2005 roku został członkiem Związku Pisarzy Białoruskich. Pełni funkcję redaktora „Histarycznego Almanachu”.

### Działalność naukowa

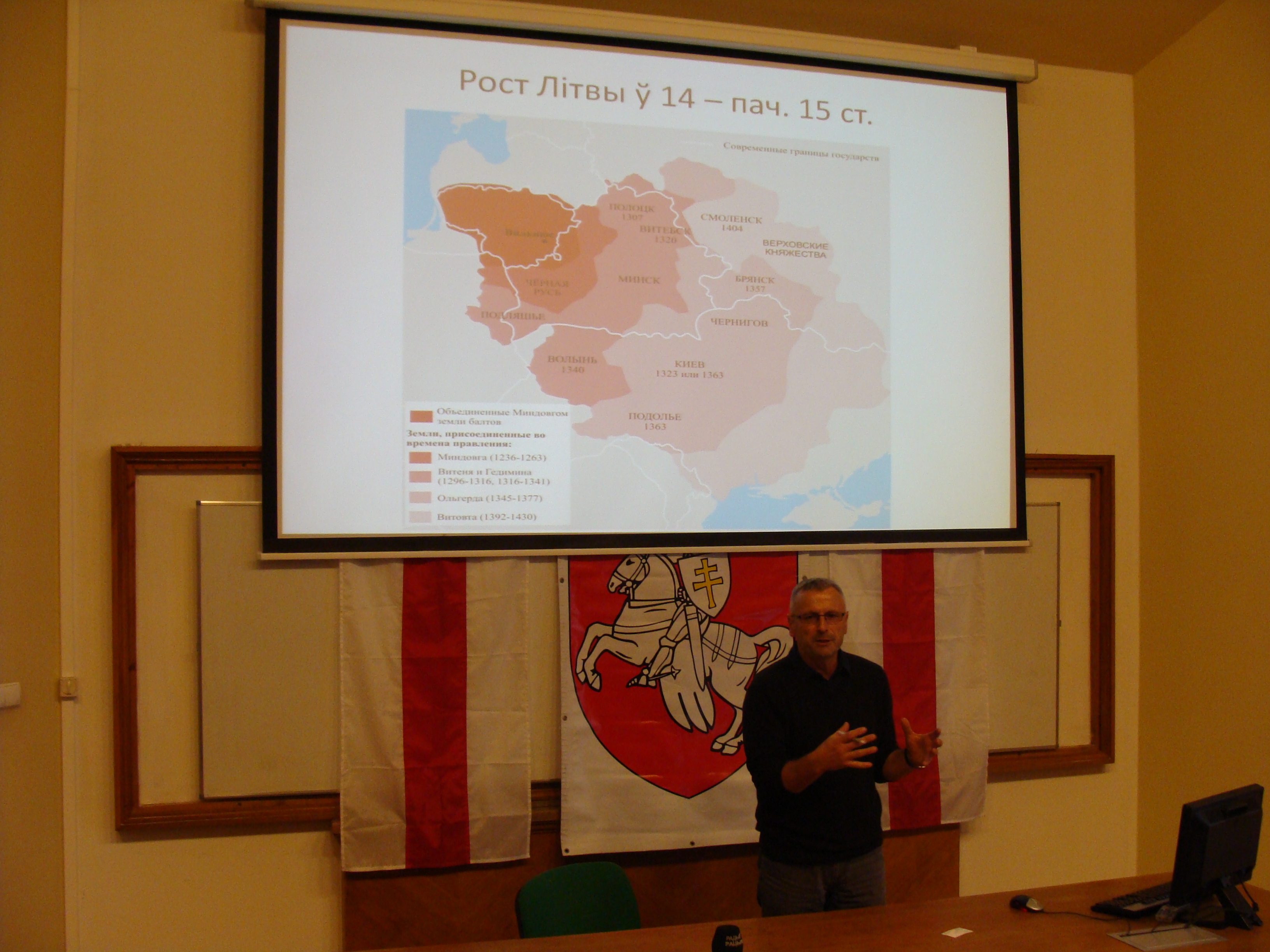
Alaksandr Kraucewicz opowiada o początkach Wielkiego Księstwa Litewskiego

W swojej pracy naukowej zajmuje się głównie badaniami kultury materialnej XIV–XVIII wieku miast, miasteczek i zamków części Poniemnia wchodzącej obecnie w skład Białorusi (Oszmiana, Grodno, Lida, Lubcza, Mir, Nowogródek i inne). Bada także początki Wielkiego Księstwa Litewskiego, jego historię polityczną w okresie od XIII do XVI wieku oraz procesy etniczne zachodzące na ziemiach współczesnej Białorusi od średniowiecza do czasów nowożytnych. W latach 1986–1987 prowadził badania archeologiczne na terenie Zamku w Lidzie, a w latach 1986–1988 na terenie Starego Zamku w Grodnie.

## Odznaczenia
- Medal 100-lecia Białoruskiej Republiki Ludowej – 2019[7]

## Prace

### Książki
- Majstar – nasz prodak. Mińsk: 1990. (biał.). Brak numerów stron w książce;
- Harady i zamki Biełaruskaha Paniamonnia XIV–XVIII stst.: Płanirouka, kulturny słoj. Mińsk: 1991. (biał.). Brak numerów stron w książce;
- (we współautorstwie z H. Jakszuk): Stary Mir. Mińsk: 1993. (biał.). Brak numerów stron w książce;
- Hrodzienski zamak. Mińsk: 1993. (biał.). Brak numerów stron w książce;
- Teutonski orden ad Jerusalima da Hrunwalda. Mińsk: 1993. (biał.). Brak numerów stron w książce;
- (we współautorstwie z Alehem Trusauem i N. Zdanowicz): Materyjalnaja kultura Mira i Mirskaha zamka. Mińsk: 1994. (biał.). Brak numerów stron w książce;
- Wialiki kniaź Witaut. Mińsk: 1998. (biał.). Brak numerów stron w książce;
- Stwarennie Wialikaha kniastwa Litouskaha. Mińsk: 1998. (biał.). Brak numerów stron w książce (2. wydanie Rzeszów, 2000);
- Powstanie Wielkiego Księstwa Litewskiego. Białystok: 2003. Brak numerów stron w książce;
- Mindauh – Mindauh: Paczatak haspadarstwa. Mińsk: 2005. (biał.). Brak numerów stron w książce;
- Rycary i dojlidy Harodni. Grodno – Wrocław: 2009. (biał.). Brak numerów stron w książce;
- (we współautorstwie z Alaksandrem Smalanczukiem i Siarhiejem Tokciem): Biełorusy: nacyja Pograniczja. Wilno: 2011. (ros.). Brak numerów stron w książce;
- Hiedymin (1316–1341). Karaleustwa Litwy i Rusi = Hiedymin (1316–1341). Kingdom of Lithuania and Rutenia. Mińsk: 2012. (biał. • ang.). Brak numerów stron w książce;
- Historyja Wialikaha kniastwa Litouskaha. Ad paczatku haspadarstwa da karaleustwa Litwy i Rusi (1248–1341 h.). Grodno – Wrocław: 2013. (biał.). Brak numerów stron w książce.

### Inne
- (we współautorstwie z Walancinem Sobalem): Materyjalnaja kultura biełarusau u czasy F.Skaryny. W: Tez. dakł. da kanf., pryswieczanaj 500-hoddziu F.Skaryny. Mińsk: 1990. (biał.). Brak numerów stron w książce;
- Archeałahicznaje wywuczennie Lidskaha zamka i h.Lidy. W: Z hłybi wiakou: Nasz kraj. Mińsk: 1992. (biał.). Brak numerów stron w książce;
- Kompleks zbroi i rysztunku XIII st. z-pad Hrodna. W: Z hłybi wiakou: Nasz kraj. Mińsk: 1992. (biał.). Brak numerów stron w książce;